# 압둘라티프 케시시
압델라티프 케시시(아랍어: عبد اللطيف كشيش, 프랑스어: Abdellatif Kechiche 아브델 케시슈[*], 1960년 12월 7일 ~ )는 튀니지 출신 프랑스의 영화 감독, 각본가, 배우이다. 2013년 제66회 칸 국제 영화제에서 《가장 따뜻한 색, 블루》로 황금종려상을 수상했다.

## 작품 목록
- 볼테르의 탓이다 (2000)
- 게임스 오브 러브 앤 찬스 (2003)
- 생선 쿠스쿠스 (2007)
- 검은 비너스 (2010)
- 가장 따뜻한 색, 블루 (2013)
- 메크툽, 마이 러브: 칸토 우노 (2017)
- 메크툽, 마이 러브: 인터메조 (2019)